# Coleophora egenella
Coleophora egenella é uma espécie de mariposa do gênero Coleophora pertencente à família Coleophoridae.